# Manninen-Entscheidung
Die Manninen-Entscheidung ist ein Urteil des Europäischen Gerichtshofs (EuGH), das die Körperschaftsteuer-Anrechnungssysteme in der Europäischen Union für ungültig erklärte.

## Sachverhalt und Streitgegenstand
Petri Mikael Manninen, ein finnischer Staatsbürger, war in Finnland unbeschränkt steuerpflichtig und besaß Aktien einer schwedischen Gesellschaft. Diese schüttete Gewinne in Form von Dividenden aus.
Der Körperschaftsteuersatz für in Finnland ansässige Kapitalgesellschaften beträgt 29 % und ist damit genauso hoch wie der Steuersatz für die Kapitaleinkünfte, darunter auch Dividenden, die bei natürlichen Personen in Finnland einem Steuersatz von 29 % unterliegen. Um eine Doppelbesteuerung der Dividenden zu vermeiden, gewährte das finnische Recht den Aktionären eine Steuergutschrift in Höhe von 29/71 der ausgeschütteten Dividende, sodass die Gesamtbelastung von Gewinnen bei 29 % liegt.
Diese Steuergutschrift wird jedoch nur in Finnland unbeschränkt steuerpflichtigen Personen gewährt, die Dividenden von einer in Finnland ansässigen Gesellschaft beziehen. Die beantragte Steuergutschrift hinsichtlich der Dividenden der schwedischen Gesellschaft wurde Manninen verwehrt, wogegen er vor Gericht zog. Das Gericht setzte das Verfahren aus und rief den EuGH an.

## Die Entscheidung des EuGH
Mit seinem Urteil vom 7. September 2004 (Rs. C-319/02), Petri Mikael Manninen, hat der EuGH entschieden, dass es gegen die Grundfreiheiten des EG-Vertrags, namentlich die Kapitalverkehrsfreiheit, verstößt, wenn für Dividenden, die von einer finnischen Gesellschaft an ihre finnischen Aktionäre ausgeschüttet werden, eine Steuergutschrift gewährt wird, für Dividenden, die finnische Aktionäre von in anderen Mitgliedsländern ansässigen Gesellschaften empfangen, jedoch nicht. Eine derartige Regelung hält nämlich finnische Aktionäre tendenziell davon ab, ihr Kapital in Gesellschaften aus anderen Mitgliedstaaten anzulegen (Rz. 22). Ebenso wirkt sich eine derartige Regelung aus Sicht der Gesellschaften in den anderen Mitgliedstaaten beschränkend aus, da sie tendenziell davon abgehalten werden, in Finnland Kapital aufzunehmen. (Rz. 23)
Diverse Rechtfertigungsversuche der der Verhandlung beigetretenen Regierungen verwarf der EuGH in seinem Urteilsspruch.
Er verpflichtete somit Finnland, einem in Finnland unbeschränkt steuerpflichtigen Aktionär, der Dividenden von Gesellschaften in einem anderen Mitgliedstaat empfängt (hier: Schweden), eine Steuergutschrift in Höhe der tatsächlich in dem anderen Mitgliedstaat entrichteten Steuer (also nicht immer 29/71) zu gewähren. (Rz. 54)

## Auswirkungen des Urteils
Insgesamt besteht einhellig die Auffassung, dass Körperschaftsteuer-Anrechnungsverfahren, wie sie ja auch in Deutschland von 1977 bis 2000 bestanden, innerhalb Europas damit fiskalisch nicht mehr tragbar sind.

### Finnland
In Vorwegnahme des zu erwartenden Urteilsspruchs hat Finnland sein Körperschaftsteuersystem reformiert und die Dividendenbesteuerung angepasst. Die Steuersätze wurden geringfügig gesenkt, dafür wurde das System der Steuergutschrift aufgegeben.

### Deutschland
In Deutschland wurde bereits im Jahr 2000 mit dem Steuersenkungsgesetz der Wechsel vom Anrechnungsverfahren zum Halbeinkünfteverfahren vollzogen, was im Nachhinein, trotz der damals stellenweise geäußerten harschen Kritik überwiegend als glückliche Entscheidung betrachtet wird.
Da das deutsche Anrechnungssystem dem finnischen hinreichend ähnlich war, hat das Finanzgericht Köln per Vorlagebeschluss vom 24. Juni 2004 dem EuGH diese Frage zur endgültigen Klärung vorgelegt. Der EuGH hat am 6. März 2007 in der Rechtssache Meilicke C-292/04 entschieden und die deutsche Regelung ebenfalls als europarechtswidrig angesehen.
Nun drohen dem Fiskus erhebliche Einnahmeausfälle, da bei sämtlichen noch nicht bestandskräftig gewordenen Veranlagungen ein Anspruch auf Anrechnung ausländischer Körperschaftsteuer droht. Es wird sogar diskutiert, ob dies auch bis zum Jahr 1990 rückwirkend möglich ist.